# Reichsoberhandelsgericht
Das Reichsoberhandelsgericht (ROHG) in Leipzig war ein oberster Gerichtshof. Errichtet wurde es im Jahr 1869 als Bundesoberhandelsgericht im Norddeutschen Bund. Im Jahr 1879 löste das Reichsgericht es ab.

## Geschichte
Das Bundesoberhandelsgericht wurde auf Betreiben Sachsens und Preußens durch Bundesgesetz vom 12. Juni 1869 geschaffen. Das Gericht nahm seine Tätigkeit am 5. August 1870 auf und sah sich fortan in der Tradition des Reichskammergerichts. An der Konstituierung des Gerichtshofs hatte der Bundeskanzler Otto von Bismarck entgegen ursprünglichen Planungen aufgrund des Ausbruchs des Deutsch-Französischen Kriegs nicht teilnehmen können.
Das Bundesoberhandelsgericht war zunächst ein Obergericht des Norddeutschen Bundes, ab dem 1. Januar 1871 des Deutschen Reichs und als solches zuständig für Streitigkeiten des Handelsrechts und des Wechselrechts. Seine Zuständigkeiten wurden in der Folgezeit örtlich und sachlich ausgeweitet. Das Gericht war auch in Strafsachen tätig. Es trat in Strafsachen aus Elsaß-Lothringen nach 1871 an die Stelle des französischen Kassationshofs. Mit Wirkung zum 1. August 1871 wurden am Gerichtshof zwei Senate gebildet, sein Präsident Heinrich Eduard von Pape verteilte die anfallenden Sachen auf die einzelnen Senate. Er stand dem I. Senat vor, während der II. Senat von Vizepräsident August Drechsler geleitet wurde. Ein III. Senat wurde 1874 unter der Führung von Karl Hocheder gebildet. Vor dem Reichsoberhandelsgericht gab es keine Singularzulassung, jeder Anwalt oder Advokat – eine einheitliche Anwaltschaft wurde erst 1879 geschaffen – konnte vor Gericht plädieren. Das Gericht hatte in etwa 30 verschiedene Prozessordnungen anzuwenden.
Das ROHG war im Regelfall Gericht der nach Art. 12 der Bundesakte von 1815 garantierten dritten Instanz, in Sonderfällen aber auch der zweiten oder vierten Instanz. Es löste für die Mitgliedsstaaten die entsprechenden Obergerichte der einzelnen Länder und Freien Städte in den ihm ausschließlich zugewiesenen sachlichen Zuständigkeiten ab und übernahm insoweit von diesen die entsprechenden Verfahren zur Fortführung. Seine Urteile ergingen zunächst „im Namen des norddeutschen Bundes“, später „im Namen des Deutschen Reiches“.
Die Rechtsprechung des ROHG prägte die Praxis und Lehre des deutschen Wechselrechts nachhaltig. Mit ihm begann eine Gerichtstradition, die sich über das Reichsgericht bis zum heutigen Bundesgerichtshof fortsetzt. Dies zeigt sich exemplarisch an der Entscheidungssammlung „Entscheidungen des Reichsoberhandelsgerichts“ (BOHGE/ROHGE), die in 25 Bänden erschien und in deren Tradition die späteren „Entscheidungen des Reichsgerichts“ (RGZ/RGSt) und die „Entscheidungen des Bundesgerichtshofs“ (BGHZ/BGHSt) stehen. Ebenso ergehen die Entscheidungen der Bundesgerichtshof bis heute „von Rechts wegen“.
Nach Inkrafttreten der Reichsjustizgesetze von 1878 trat das Reichsgericht mit Wirkung zum 1. Oktober 1879 an seine Stelle. Einziger Präsident des ROHG während der Zeit seines Bestehens war Heinrich Eduard von Pape, der bereits an den gesetzgeberischen Vorarbeiten für das Bundesoberhandelsgericht beteiligt gewesen war. Von den 32 Richtern die während des Bestehens des Reichsoberhandelsgerichts an ihm tätig gewesen waren, traten 19 in den Dienst des Reichsgerichts über.
Die Entscheidungen des Reichsoberhandelsgerichts sind in der gerichtsinternen „Sammlung Sämmtlicher Erkenntnisse des Reichs-Oberhandelsgerichts“ überliefert, die sich heute beim Bundesgerichtshof in Karlsruhe findet.

## Belege
1. 1 2 3 4 5  Detlev Fischer: Zur Geschichte der höchstrichterlichen Rechtsprechung in Deutschland. In: JuristenZeitung. Band 65, Nr. 22, 2010, ISSN 0022-6882, S. 1077, 1080–1083, JSTOR:20830325.
2. ↑  ROHGE 1, 7.
3. ↑  Emil Boyens (1848–1925): Die Rechtsanwälte am Reichsgericht in den ersten 25 Jahren seines Bestehens, in: Die ersten 25 Jahre des Reichsgerichts, Sonderheft des Sächsischen Archivs für Deutsches Bürgerliches Recht zum 25-jährigen Bestehen des höchsten Deutschen Gerichtshofs, S. 142; § 10 des Gesetzes, betreffend die Errichtung eines obersten Gerichtshofes für Handelssachen, vom 12. Juni 1869.